# Rhyacotriton variegatus
Rhyacotriton variegatus é uma espécie de anfíbio caudado pertencente à família Rhyacotritonidae. Endêmica do Noroeste Pacífico.